# محمد المختار ولد أباه
محمد المختار ولد أبّاه (4 مارس 1924 – 22 يناير 2023) هو أكاديمي وكاتب ومفكّر وعالم مسلم ورجل دولة موريتاني ينحدر من مدينة النباغية في مقاطعة بوتلميت بولاية الترارزة الموريتانية، وهو أحد مؤسسي الدولة الموريتانية الحديثة، حيث جابه الاستعمار الفرنسي وكان وزيراً ضمن أول حكومة موريتانية تُشكّل قبل الاستقلال عام 1957، كما تقلد مناصب رسمية محلية ودولية عديدة، وعيّنه ملك المغرب محمد الخامس بن يوسف كأول مدير للإذاعة المغربية عام 1960. حصل على شهادة الدكتوراه من جامعة السوربون في باريس، وقدّم عشرات المؤلفات في مختلف مجالات الدراسات الإسلامية واللغوية، منها ترجمة لمعاني القرآن للغة الفرنسية تُعتبر من أكثر ترجماته انتشارا. وقد تبناها مجمع الملك فهد لطباعة المصحف الشريف وطبعها ووزعها على المناطق والمجتمعات الفرنكفونية. وفي عام 2006 أسس جامعة شنقيط العصرية في موريتانيا، وطالما اعتُبر على الجانب الفكري أحد دعاة الوسطية والاعتدال ضمن علماء الدين المعاصرين.
نشأ في البادية في السنوات الأولى من حياته، ودرس علوم الدين الإسلامي واللغة العربية في المدارس الشنقيطية التقليدية، المعروفة باسم المحاظر قبل أن يلتحق بالمدرسة العصرية وينال البكالوريا في مدينة «سينْلوي» السنغالية، ويُكمل دراسته الجامعية بين الرباط في المغرب وجامعة السوربون في باريس التي أخذ منها شهادة الدكتوراه عام 1975 وأصبح بذلك أول موريتاني يحمل شهادة دكتوراه الدولة.
تولى في بلاده موريتانيا مناصب متعددة على فترات متفاوتة، كانت بدايتها بدخوله في أول حكومة موريتانية تُشكَّل عام 1957، فتولى أولاً حقيبة وزارة الصحة، ثم عُيّن وزيراً للتعليم، كما عمل لاحقاً نائباً لرئيس الجمعية الوطنية (البرلمان) ورئيساً للجنة العلاقات الخارجية، وتقلد بعد ذلك مناصب فنية عدة مرتبطة بقطاع التعليم، وتم تعيينه مفتشاً عاماً للتعليم، ومديراً لمدرسة تكوين المعلمين عام 1967، وأول مدير للمدرسة العليا للتعليم بين سنتي 1970 و1978، كما كان رئيس اللجنة الوطنية لإصلاح التعليم في البلاد في الفترة بين سنتي 1967 إلى 1973، في عهد الرئيس المختار ولد داداه، وتم تعيينه أول رئيس لمجلس جائزة شنقيط حين أسسها سنة 2000 الرئيس معاوية ولد الطايع.
عمل في منظمات دولية عديدة، فقد كان مستشاراً ثقافياً لليونسكو، في الرباط خلال الفترة من 1979 إلى 1982، ثم مندوباً دائماً للمنظمة لدى جامعة الدول العربية ومنظمة المنظمة العربية للتربية والثقافة والعلوم في تونس خلال الفترة من 1982 إلى 1985 ،حيث تم انتخابه أميناً عاماً مساعداً في منظمة التعاون الإسلامي (منظمة المؤتمر الإسلامي سابقاً)، ثم تم تعيينه سنة 1991 رئيس الجامعة الإسلامية بالنيجر، وعمِل أستاذاً بدار الحديث الحسنية، وأستاذاً بمعهد محمد السادس للدراسات القرآنية في العاصمة المغربية الرباط، من 1992 إلى 2000 وكان عضواً في مجمع اللغة العربية بالقاهرة في مصر، وعضواً في مجمع اللغة العربية بالخرطوم في السودان، وفي مؤسسة آل البيت للفكر الإسلامي بالأردن، وعضواً في المجلس الأعلى لمؤسسة محمد السادس للعلماء الأفارقة في المغرب ورئيس فرع المؤسسة في موريتانيا.
مارس العمل السياسي في بلاده التي كانت تخضع آنذاك لحكم الاستعمار الفرنسي فكان على تنسيق وثيق مع قيادات حزب «النهضة» المناهض للاستعمار، وبعد أن دخل أول حكومة في تاريخ البلاد وتعاقب على حقيبتين وزاريتين اختلف جناحه السياسي مع جناح الرئيس وقتها المختار ولد داداه حول التعامل مع السلطات الفرنسية إبّان فترة الاستقلال أواخر خمسينيات القرن العشرين، وأدى الأمر إلى مغادرته البلاد متجهاً إلى المملكة المغربية، حيث ربط علاقة قوية بالعائلة الملكية هناك، وكان مقرباً من الملكيْن محمد الخامس وابنه الحسن الثاني، وتجمعه علاقة بعدد من الشخصيات البارزة في المغرب، من وزراء وزعماء سياسيين ومفكرين وعلماء وفقهاء، وقد تقلد عدة مناصب سياسية وإدارية وأكاديمية في المغرب، فقد عينه محمد الخامس بن يوسف أول مدير للإذاعة المغربية في 6 يونيو 1960، ثم عينه بعد ذلك بعقود الحسن الثاني بن محمد مكلفاً بمهمة في الديوان الملكي المغربي، وتعاون مع وزارة الأوقاف والشؤون الإسلامية هناك، وفي عهد الملك محمد السادس تم تعيينه عضواً في "اللجنة العلمية لجائزة محمد السادس للفكر والدراسات الإسلامية"، ثم رئيساً لفرع مؤسسة محمد السادس للعلماء الأفارقة في نواكشوط منذ تاريخ تأسيسها إلى غاية وفاته.
ألّف ولد ابّاه عشرات المؤلفات في مجالات عدة، غالبيتها تتعلق بعلوم القرآن والحديث والسيرة النبوية والفقه الإسلامي وأصوله واللغة العربية وعلومها، من أبرزها في علوم القرآن ترجمته لمعاني القرآن الكريم إلى اللغة الفرنسية، وكتاب في القراءات بعنوان «تاريخ القراءات في المشرق والمغرب»، وكتاب له في السيرة النبوية تحت عنوان «في موكب السيرة النبوية»، وله في اللغة العربية وآدابها عدة كتب، منها «تاريخ النحو العربي في المشرق والمغرب» وكتاب «الشعر والشعراء في موريتانيا»، وكان آخر كتاب يُصدره هو مذكرات له أصدرها عام 2022 تحت عنوان «رحلة مع الحياة»، روى فيها الكثير من تفاصيل حياته بمختلف مراحلها ومواقفها. وكان ذلك آخر مؤلف يُصدره قبل وفاته بداية يوم 22 يناير 2023 في نواكشوط بعد إصابته بوعكة صحية مفاجئة عن عمر ناهز القرن من الزمن (102 سنة بالتاريخ الهجري، و98 سنة وعدة أشهر بالتاريخ الميلادي).

## الميلاد والنشأة
وُلد محمد المختار ولد ابّاه يوم 4 مارس 1924 قرب بئر يسمى «ما إكوم» يقع شمال مدينة بوتلميت بولاية الترارزة في الجنوب الغربي لموريتانيا، ونشأ في أسرة علمية تقليدية معروفة في المنطقة، تُوفي والده وهو ابن 6 سنوات، فتولت والدته تربيته وتعليمه في سن مبكرة، فحفظ القرآن الكريم وبعض الكتب والمتون المقررة في المدارس الشنقيطية التقليدية (المحظرة -أو المحضرة- الموريتانية)، فدرس علوم الدين الإسلامي واللغة العربية وبقي في البادية في العقدين الأولين من حياته، قبل أن ينخرط في سلك التعليم النظامي العصري عام 1948. نال شهادة البكالوريا في شعبة الآداب من مدينة سينلوي، (أو «اندَرْ» بالتسمية الشعبية) عاصمة إقليم موريتانيا خلال حقبة الاستعمار الفرنسي، ثم توجه إلى المغرب ونال شهادة الليصانص في الآداب العربية والحضارة من جامعة محمد الخامس بالعاصمة الرباط، ثم إلى باريس حيث حصل على شهادة المتريز ثم الدكتوراه في الآداب من جامعة السوربون، وكانت رسالته حول موضوع «تاريخ أدب التشريع الإسلامي في موريتانيا».
بعد أن حفظ القرآن الكريم وأكمل دراسة المتون والنصوص المقررة في المدارس العتيقة الشنقيطية المعروفة بالمحاضر انتقل إلى مدينة سينلوي التي كانت تعتبر إحدي العواصم الإدارية والسياسية والعلمية في غرب أفريقيا. انخرط ولد اباه سنة 1948 في سلك التعليم كما بدأ يمارس نشاطه السياسي في إطار حزب النهضة المناهض للاستعمار الفرنسي في موريتانيا. عُين ولد اباه في أول حكومة موريتانية سنة 1957 حيث شغل منصب وزير الصحة ثم التعليم. أدى الخلاف الذي نشب بين جناحه السياسي وجناح رئيس الحكومة آنذاك المختار ولد داداه بشأن التعامل مع السلطات الفرنسية إلى مغادرة البلاد في نفس السنة إلى المملكة المغربية حيث شغل عدة مناصب مهمة.
عاد ولد اباه مع مجموعته السياسية إلى موريتانيا بعد حصولها على الاستقلال إلا أن الضغوط الاستعمارية أدت إلى سجنه مع المجموعة لمدة زادت على السنتين. بعد خروجه من السجن وتبرئته من التهم السياسية الموجهة إليه تم تعيينه على رأس عدة مؤسسات تربوية في البلاد حيث كان له الفضل في تأسيس أول كلية للتربية في موريتانيا ثم ترأس لجنة الإصلاح الشامل للتعليم ثم انتخب نائبا أولا للبرلمان ورئيسا للجنة الشؤون الخارجية للبرلمان إلى أن أطاح انقلاب سنة 1978 بحكم ولد داداه. التحق سنة 1979 بمنظمة اليونسكو ممثلا لها لدي المملكة المغربية ثم لدى جامعة الدول العربية في تونس. انتخب سنة 1984 أمينا عاما مساعدا لمنظمة المؤتمر الإسلامي في جدة ثم عين رئيسا لجامعة النيجر ثم عمل أستاذا في دار الحديث الحسنية في الرباط ثم عين رئيسا للمؤسسة الوطنية لجائزة شنقيط في موريتانيا ثم أنشأ «جامعة شنقيط العصرية» في نواكشوط سنة 2006. وتجدر الإشارة إلى أن ولد اباه هو أول موريتاني يحصل علي شهادة دكتوراه الدولة وكان ذلك من جامعة السوربون سنة 1975 وكذلك شهادة التبريز في الآداب العربية من الجامعة نفسها سنة 1971.
وولد اباه شاعر فذ اشتهر بقصائده الرثائية لأعلام موريتانيا وأحبته وذويه وله كذلك إخوانيات شعرية منشورة في إصدارات عدد من النوادي الأدبية. حصل على عدة أوسمة استحقاق وشرف من مصر والسنغال والأردن وقد قامت إثنينية الشيخ عبد المقصود خوجه بتكريمه في جدة سنة 2007.

## مؤلفاته
أصدر محمد المختار ولد اباه ما يقرب من عشرين كتابا في مختلف مجالات الثقافة العربية الإسلامية منها:
- «ترجمة معاني القرآن الكريم إلى اللغة الفرنسية»
- «في موكب السيرة النبوية»
- «تاريخ القراءات في المشرق والمغرب»
- «تاريخ النحو العربي في المشرق والمغرب»
- «الشعر والشعراء في موريتانيا»
- «مدخل إلى أصول الفقه المالكي»
- «مدخل إلى أصول الدين»
- «تاريخ التشريع الإسلامي في موريتانيا»
- «مدخل إلى الأدب الموريتاني»
- «نماذج من قراءات أهل المدينة المنورة»
- «على طريق الإسلام: قصائد باللغة الفرنسية»
- «قصائد وشعراء من فرنسا: تراجم وترجمات»
- «خلاصة الأدلة: نظم لأدلة كتاب الموطأ»
- «كتاب التجريد في أحكام التمهيد»
- «التربية الإسلامية بين القديم والحديث»
- «رحلة مع الشعر العربي»

## وفاته
ألمّت بولد ابّاه وعكة صحية مفاجئة مساء يوم السبت 21 يناير 2023 أُدخل على إثرها إلى المركز الوطني لأمراض القلب بالعاصمة الموريتانية نواكشوط، وفي صباح اليوم التالي (الأحد 22 يناير 2023) أُعلن عن وفاته عن عمر ناهز 98 عاما، ونعاه الرئيسان الموريتاني والسنغالي وشخصيات سياسية وثقافية ومنظمات محلية ودولية.

## الجوائز والتكريم
اختارته المنظمة العربية للتربية والثقافة والعلوم (الإلكسو) رمزا للثقافة العربية لسنة 2024.